# Hôpital Razi de La Manouba
L'hôpital Razi de La Manouba est un établissement de santé publique tunisien situé à La Manouba, ville de la banlieue nord-ouest de Tunis.
C'est un hôpital spécialisé en psychiatrie ayant pour activité principale les soins, la prévention, l'enseignement et la recherche dans ce domaine.

## Organisation
Les services disponibles sont : 
- Neurologie ;
- Psychiatrie ;
- Médecine interne ;
- Biologie médicale[4].